# Marek Jankulovski
Marek Jankulovski (Ostrava (Txecoslovàquia), 9 de maig de 1977) és un exfutbolista txec. Ha jugat amb el FC Baník Ostrava des de nen fins a l'any 2000, que va passar al futbol italià. Del 2000 al 2002, amb el Nàpols, del 2002 al 2005, amb l'Udinese, i finalment del 2005 al 2011 amb l'Milan, club amb el qual l'any 2007 va aconseguir les seves dues fites més importants: guanyar la Lliga de Campions de la UEFA i ser elegit "Futbolista Txec de l'Any". La seva darrera temporada abans de retirar-se (2011–2012) la va fer amb el seu club d'origen.
Jugava de defensa, però era conegut per la seva versatilitat, ja que, de fet, podia jugar per tota la banda esquerra. Tenia una considerable habilitat tècnica amb la pilota.